# ديف بيرغ
ديف بيرغ (بالإنجليزية: Dave Berg)‏ هو كاريكاتيري ورسام كارتون أمريكي، ولد في 12 يونيو 1920 في نيويورك في الولايات المتحدة، وتوفي في 17 مايو 2002 في مارينا دل راي، كاليفورنيا في الولايات المتحدة بسبب سرطان.

## وصلات خارجية
- ديف بيرغ على موقع IMDb (الإنجليزية)
- ديف بيرغ على موقع إن إن دي بي (الإنجليزية)